# Asperula pauciflora
Asperula pauciflora är en måreväxtart som beskrevs av Tschern.. Asperula pauciflora ingår i släktet färgmåror, och familjen måreväxter. Inga underarter finns listade i Catalogue of Life.